# Temple mormon de Memphis
Le temple mormon de Memphis est un temple de l’Église de Jésus-Christ des saints des derniers jours situé à Memphis, dans l’État du Tennessee, aux États-Unis. Il a été inauguré le 23 avril 2000.